# Desmond FitzGerald

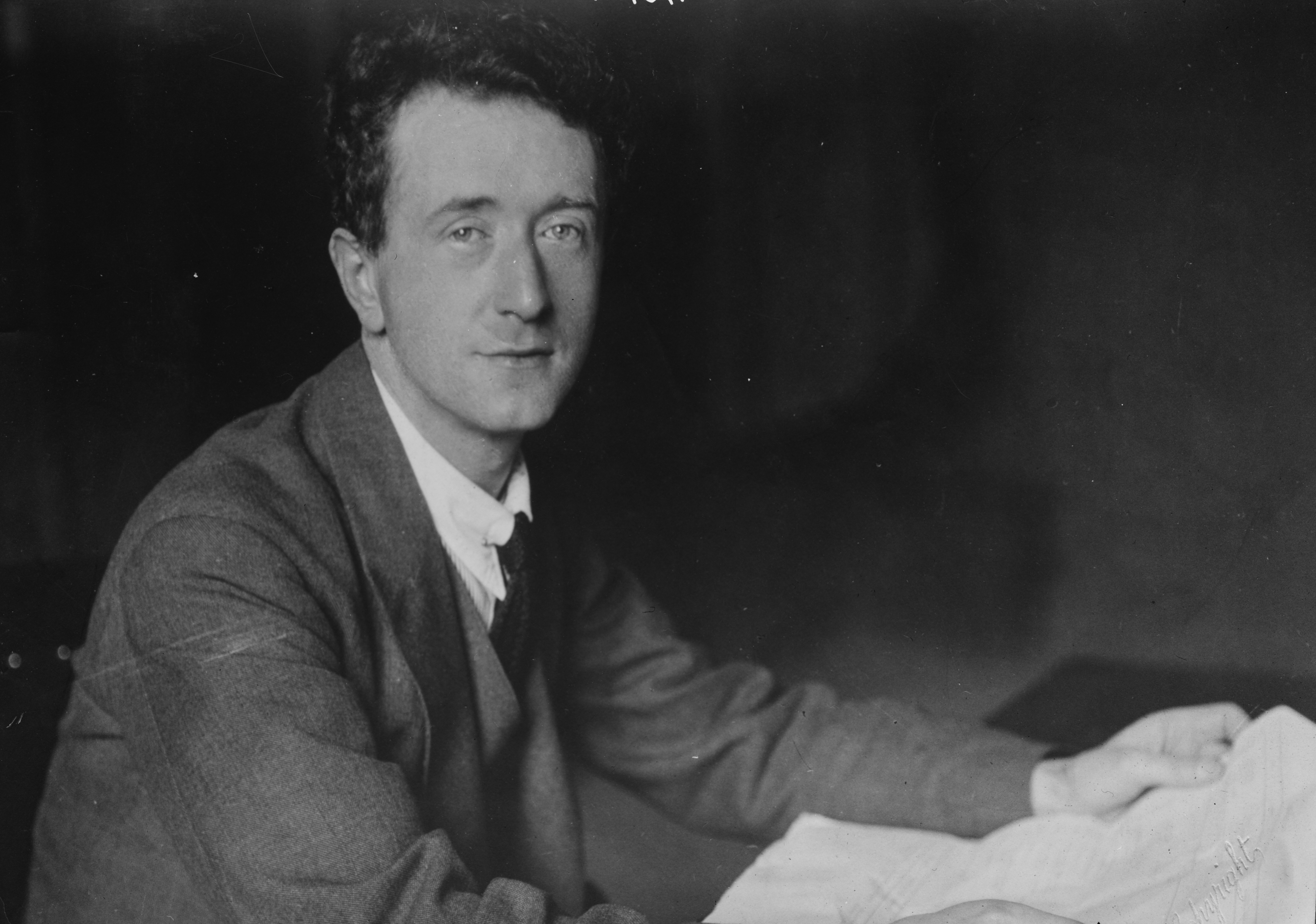
Desmond FitzGerald.

Desmond FitzGerald (Londen, 13 februari 1888 - Dublin, 9 april 1947) was een Iers politicus en nationalist, die mede aan de wieg stond van de Ierse Vrijstaat. Hij werd geboren in het arbeidersgezin van - de uit Ierland afkomstige - Patrick FitzGerald en Mary Anne Scollard. Men noemde hem aanvankelijk Thomas Joseph, maar vanaf zijn eerste bezoek aan het toenmalige Ierland (1910) liet hij zich Desmond noemen.

## Onafhankelijkheid
In 1911 huwde Desmond met Mabel Washington McConnell en vestigden zich tot 1913 in Frankrijk. Vanaf 1914 geraakte hij betrokken bij de onafhankelijkheidbeweging van Ierland, wat hem verscheidene keren in de gevangenis deed belanden. Zoals na de Paasopstand van 1916 en waarbij hij pas in 1918 werd vrijgelaten. Toen hij werd verkozen in de Dáil Éireann voor Sinn Féin, het Ierse lagerhuis. Vanaf 1919 werd hij verantwoordelijke uitgever van The Irish Bulletin, het officieel orgaan van de Ierse Vrijstaat. Van 1922 tot 1927 was hij minister van Buitenlandse Zaken, nadien tot 1932 minister van Landsverdediging. In die hoedanigheid vertegenwoordigde hij de jonge staat Ierland bij de Volkenbond. In 1938 ruilde hij het lagerhuis voor de senaat. Daar bleef hij zetelen tot 1943.
Zijn zoon Garret FitzGerald werd in de jaren 80 de taoiseach van Ierland, de minister-president of eerste minister.
- Bibliothèque nationale de France: cb167162890 (data)
- International Standard Name Identifier: 0000 0000 5440 8803
- Library of Congress Control Number: nr2006013899
- Nationale Bibliotheek van Letland: 000136382
- SNAC: w6672p4x
- Trove: 874409
- Virtual International Authority File: 2430144
- WorldCat: E39PBJrwPfFj6vMHhkytDC6Myd